# تولد دوباره دنیای ژوراسیک
تولد دوباره دنیای ژوراسیک (انگلیسی: Jurassic World Rebirth)، یک فیلم آمریکایی در ژانر اکشن علمی تخیلی است که در سال ۲۰۲۵ منتشر شد. تولد دوباره هفتمین فیلم از مجموعه پارک ژوراسیک است و دنباله‌ای مستقل بر فیلم دنیای ژوراسیک: قلمرو (۲۰۲۲) محسوب می‌شود. کارگردان این فیلم گرت ادواردز و نویسنده آن دیوید کپ است که دو قسمت نخست، پارک ژوراسیک (۱۹۹۳) و جهان گمشده: پارک ژوراسیک (۱۹۹۷) را نوشته است. در این فیلم اسکارلت جوهانسون، ماهرشالا علی، جاناتان بیلی، روپرت فرند، مانوئل گارسیا-رولفو و اد اسکرین ایفای نقش کرده‌اند.
کار روی این فیلم اندکی پس از اکران قلمرو آغاز شد، زمانی که استیون اسپیلبرگ، تهیه‌کننده اجرایی، دیوید کپ را برای ساخت قسمت جدیدی از مجموعه دعوت کرد. ساخت این فیلم در ژانویه ۲۰۲۴ گزارش شد و مدتی بود که توسعهٔ آن در جریان بود. ادواردز یک ماه بعد به‌عنوان کارگردان انتخاب شد و اندکی پس از آن گزینش بازیگران آغاز شد. تصویربرداری اصلی در ژوئن ۲۰۲۴ در تایلند آغاز شد. مراحل بعدی فیلم‌برداری در مالت و بریتانیا صورت گرفت و تا سپتامبر ۲۰۲۴ به پایان رسید.
تولد دوباره دنیای ژوراسیک برای نخستین بار در ۱۷ ژوئن ۲۰۲۵ در اودئون لوکس لستر اسکوئر لندن به نمایش آمد و توسط یونیورسال پیکچرز در ۲ ژوئیه ۲۰۲۵ در ایالات متحده و کانادا اکران شد. این فیلم نقدهای متفاوتی از سوی منتقدان دریافت کرد و بیش از ۷۶۶ میلیون دلار در گیشه فروش داشت.

## داستان
در سال ۲۰۰۸، شرکت «اینجن» در جزیره‌ای به نام «ایل سنت-هوبرت» در اقیانوس اطلس، آزمایشگاهی برای پژوهش‌های ژنتیکی روی دایناسورها راه‌اندازی می‌کند. یکی از این موجودات جهش‌یافته به نام Distortus rex، یک تیرانوسور شش‌پا، از کنترل خارج شده و باعث مرگ یکی از کارکنان و تخلیه اضطراری جزیره می‌شود.
در سال ۲۰۲۵، بیشتر نقاط زمین به دلیل تغییرات اقلیمی دیگر زیست‌پذیر نیستند، و تنها نواحی نزدیک به استوا — که آب‌وهوایی شبیه دوره مزوزوئیک دارند — مأمن دایناسورهای باقی‌مانده‌اند. شرکت داروسازی «پارکرجنیکس» به رهبری «مارتین کربس»، مأمور سابق نظامی «زورا بنت» را به همراه دیرینه‌شناس «دکتر هنری لومیس» برای مأموریتی مخفی استخدام می‌کند: جمع‌آوری نمونه‌های زیستی از سه گونه بزرگ دایناسور برای درمان بیماری قلبی.
زورا با کمک دوست قدیمی‌اش «دانکن» تیمی متشکل از خدمه‌ای زبده تشکیل می‌دهد. همزمان، خانواده‌ای به نام «دلگادو» نیز برای تعطیلات به آب‌های اطراف می‌آیند، اما با حمله «موساسور» کشتی‌شان غرق می‌شود. گروه تحقیقاتی به کمک آن‌ها می‌شتابد. در مسیر، اعضای گروه با گونه‌های خطرناکی چون اسپینوسور، تیتانوسور، کوئتزالکواتلوس و هیبریدی به نام «موتادون» مواجه می‌شوند. در حالی که برخی اعضای تیم قربانی می‌شوند، زورا موفق می‌شود سه نمونه را جمع‌آوری کند.
مارتین قصد دارد نمونه‌ها را بدزدد و با هلیکوپتر فرار کند، اما توسط D. rex بلعیده می‌شود. گروه از طریق تونل فرار کرده و با قایق جزیره را ترک می‌کند. در پایان، زورا و هنری تصمیم می‌گیرند داروی حاصل از این نمونه‌ها را بدون حق انحصار در اختیار جهانیان قرار دهند.

## بازیگران
- اسکارلت جوهانسون
- جاناتان بیلی
- مانوئل گارسیا-رولفو
- روپرت فرند
- ماهرشالا علی
- لونا بلز
- دیوید یاکونو
- آدرینا میراندا

## تولید

### توسعه
به گفتهٔ تهیه‌کننده فرانک مارشال، داستان فیلم دنیای ژوراسیک: قلمرو (۲۰۲۲) نشانگر «شروع دوره جدیدی» است که در آن انسان‌ها باید با دایناسورها همزیستی کنند. کارگردان و نویسنده کالین ترورو که نه سال را بر روی سه‌گانه دنیای ژوراسیک کار کرد، در می ۲۰۲۲ گفت که احتمالاً برای فیلم دیگری باز نخواهد گشت، مگر در نقشِ مشورتی ممکن.
در اواخر ژانویه ۲۰۲۴، گزارش شد که یک فیلم جدید ژوراسیک توسط یونیورسال پیکچرز در حال ساخت است و دیوید کپ پس از کار بر روی پارک ژوراسیک (۱۹۹۳) و دنباله آن جهان گمشده: پارک ژوراسیک (۱۹۹۷) فیلمنامه آن را نوشته است. او همچنین خط داستانی اصلی پارک ژوراسیک ۳ را ابداع کرد، اما بعداً پیشنهاد نوشتن فیلمنامه‌ای برای دنیای ژوراسیک را رد کرد، زیرا احساس می‌کرد چیزی برای مشارکت در این مجموعه باقی نمانده است. مانند فیلم‌های دنیای ژوراسیک، قسمت جدید توسط مارشال و پاتریک کراولی از طریق کندی/مارشال کمپانی تهیه می‌شود، در حالی که استیون اسپیلبرگ به عنوان تهیه‌کننده اجرایی از طریق امبلین انترتینمنت بازخواهد گشت. طبق گزارش‌ها، این فیلم یک «عصر ژوراسیکی جدید» با داستانی کاملاً جدید را آغاز می‌کند. شخصیت‌های سه‌گانه‌های پارک ژوراسیک و دنیای ژوراسیک، یعنی بازیگران کریس پرت، برایس دالاس هاوارد، سم نیل، لورا درن و جف گلدبلوم احتمالاً باز نخواهند گشت.
توسعه پروژه برای مدتی در حال انجام بود، و چندین پیش‌نویس فیلم‌نامه پیش‌تر به‌دست کپ نوشته شده بود. تهیه‌کنندگان همچنین کارهای پیش‌تولید، از جمله طرح‌های دایناسور را انجام داده‌اند، به این معنی که هرگونه نظر خلاقانه از سوی کارگردان نهایی حداقل خواهد بود. تهیه‌کنندگان به دنبال نظارت خلاقانه‌تری در مقایسه با قلمرو بودند. این فیلم با نظرات منفی منتقدان مواجه شده بود.
دیوید لیچ برای کارگردانی فیلم در اوایل فوریه ۲۰۲۴ برای مدت کوتاهی در حال مذاکره بود، اما مذاکرات پس از چند روز شکست خورد، زیرا پیشرفت پروژه تا آن مرحله جای کمی برای مشارکت خلاقانه او باقی گذاشت. گرت ادواردز اواخر همان ماه به‌عنوان کارگردان تأیید شد. اسپیلبرگ از فیلم گودزیلا (۲۰۱۴) ساختهٔ ادواردز لذت برد و ادواردز از طرفداران مجموعهٔ اولیه پارک ژوراسیک است. ادواردز قصد داشت مدتی از فیلم‌سازی استودیویی کناره‌گیری کند و مشغول نوشتن یک فیلم جدید بود که پروژه دنیای ژوراسیک به او پیشنهاد شد. او این فیلم را تنها فیلمی که باعث شد با اشتیاق کار بر روی آن را آغاز کند توصیف کرد.
انتخاب بازیگر در مارس ۲۰۲۴ در حال انجام بود و طی سه ماه آینده ادامه یافت. اسکارلت جوهانسون، جاناتان بیلی، مانوئل گارسیا-رولفو، روپرت فرند، ماهرشالا علی، لونا بلیز، دیوید یاکونو و آدرینا میراندا در نهایت به پروژه پیوستند. گلن پاول که صداپیشگی دیو را در مجموعه انیمیشنی دنیای ژوراسیک: کمپ کرتاسه (۲۰۲۰–۲۰۲۲) بر عهده داشت، ایفای نقش را رد کرد. جنیفر لارنس برای نقشی که در نهایت به جوهانسون رسید، مد نظر بود. دیرینه‌شناس استیو بروسات از فیلم قبلی در نقش کارشناس دایناسور بازمی‌گردد.

### فیلم‌برداری
تصویربرداری اصلی در ۱۳ ژوئن ۲۰۲۴ در تایلند آغاز شد. فیلمبرداری یک ماه در آنجا طول کشید، و در کرابی، ترانگ و پارک ملی او فانگ نگا در پهانگ نگا انجام شد. فیلم‌برداری همچنین از ژوئیه تا سپتامبر ۲۰۲۴ در استودیو فیلم مالت در کالکارا، مالتا، پیش از انتقال به لندن و اسکای استودیو الستری در بریتانیا انجام خواهد شد. انتظار می‌رود فیلمبرداری در ۱۸ اکتبر ۲۰۲۴ به پایان برسد. جان ماتیسون به عنوان فیلم‌بردار در پروژه کار می‌کند.

## انتشار
این فیلم در ۲ ژوئیه ۲۰۲۵ در ایالات متحده اکران شد.